# Platanthera takedae
Platanthera takedae är en orkidéart som beskrevs av Tomitaro Makino. Platanthera takedae ingår i släktet nattvioler, och familjen orkidéer.

## Underarter
Arten delas in i följande underarter:
- P. t. takedae
- P. t. uzenensis